# Glärnisch
Der Glärnisch ist ein südwestlich von Glarus (Schweiz) liegendes vergletschertes Massiv (auch Glärnischgruppe genannt), das zu den Schwyzer Alpen gehört. Da es gänzlich im Kanton Glarus liegt, wird häufig (so auch vom SAC) gesagt, es liege in den Glarner Alpen.

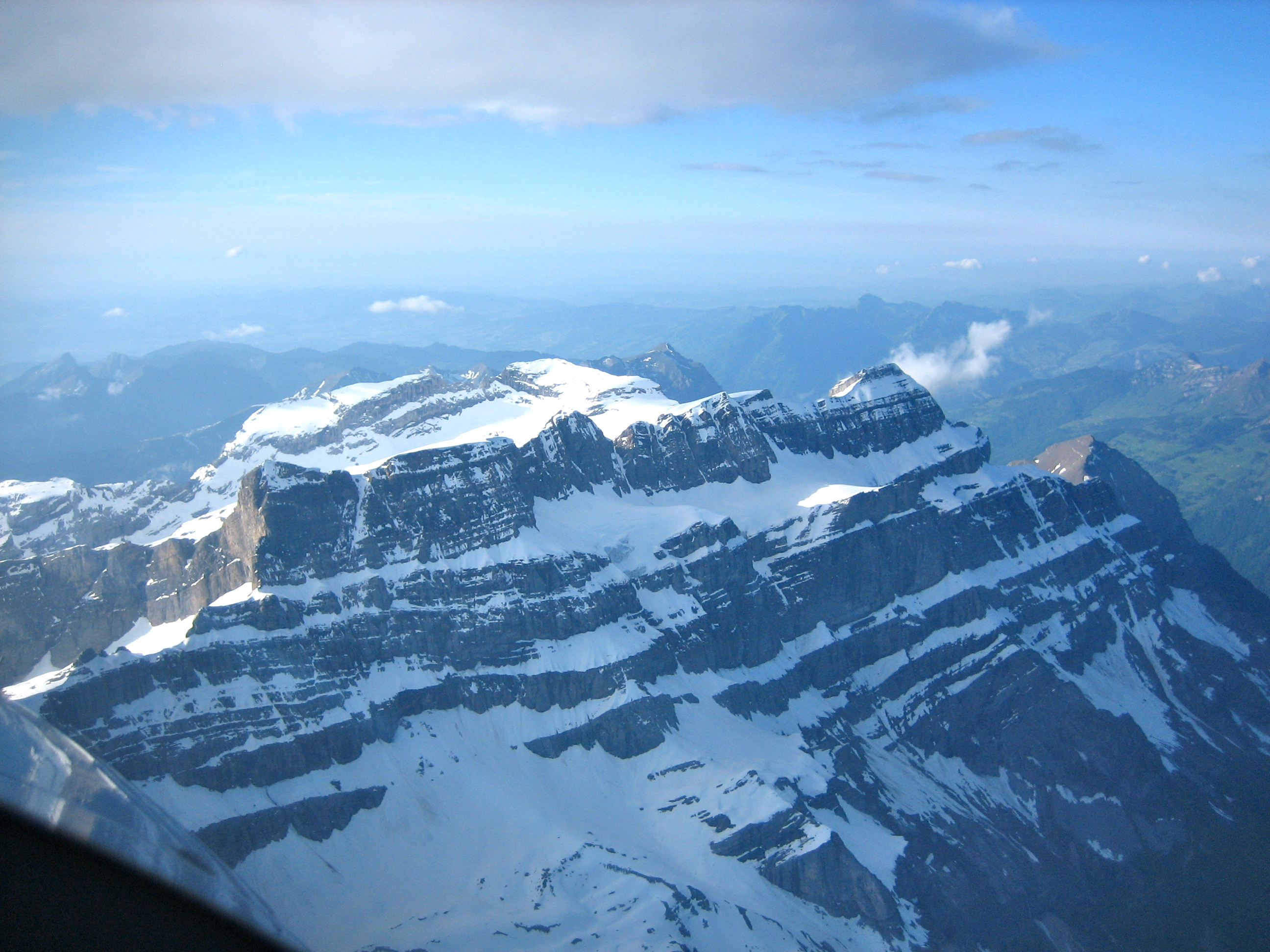
Glärnisch aus dem Flugzeug

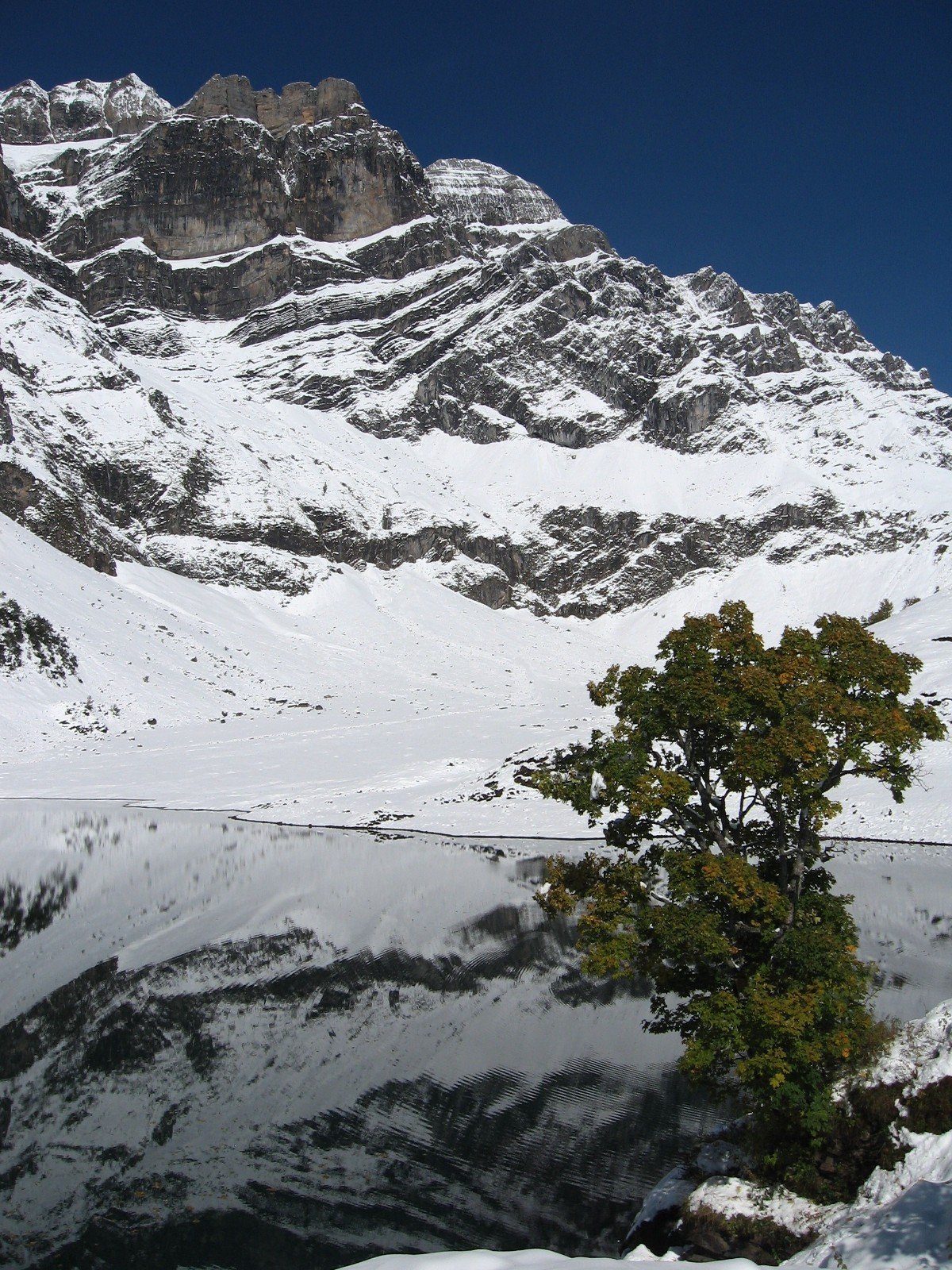
Oberblegisee mit Nidfurner Turm und Vrenelisgärtli (der rundlichere Gipfel Mitte hinten).

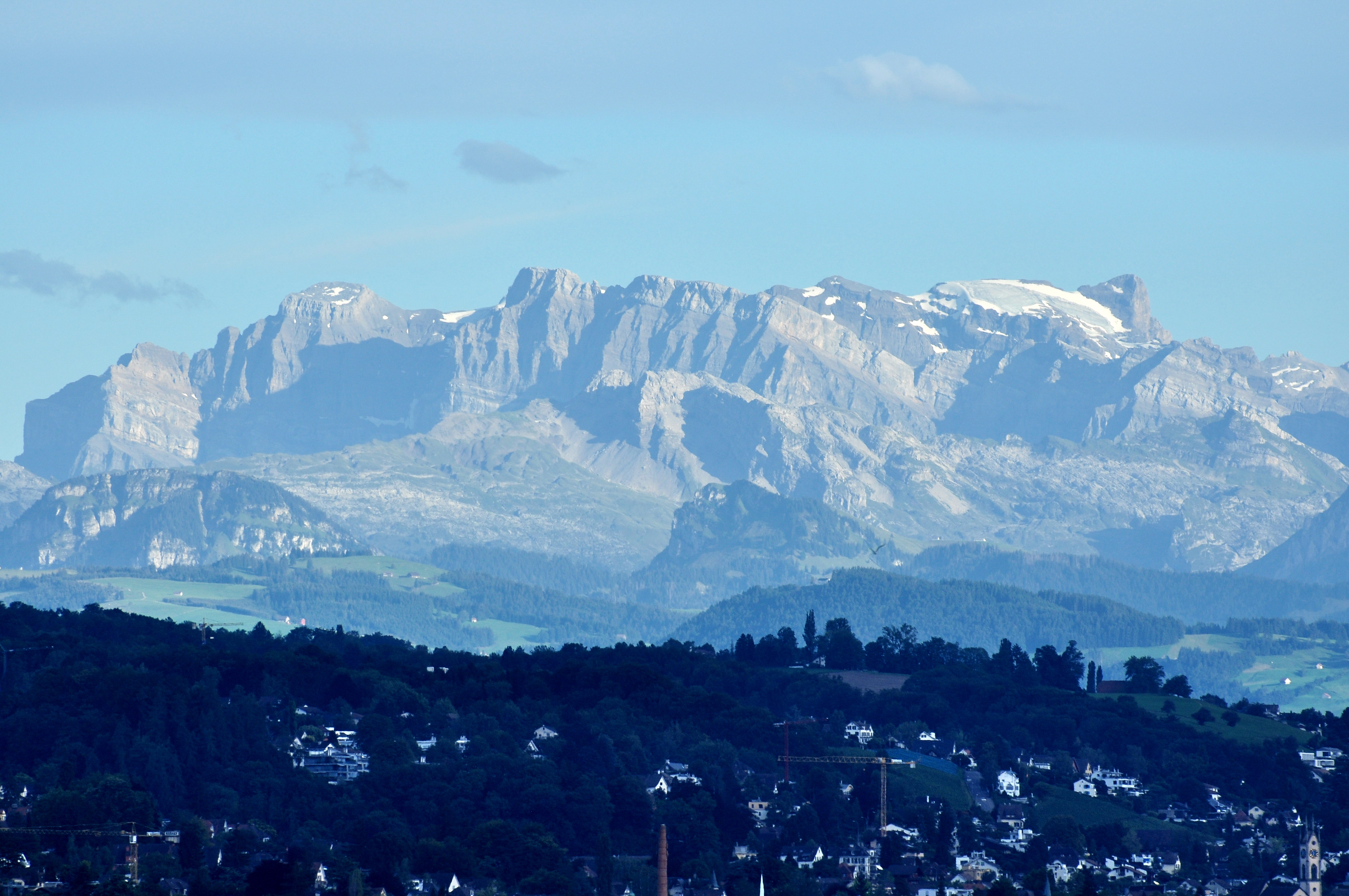
Glärnisch, Ansicht von Zürich

## Geografie
Der Glärnisch besteht aus zwei Hauptgraten, die V-förmig angeordnet sind und den nach Westsüdwesten abfliessenden Glärnischfirn umschliessen. Der rechts des Glärnischfirns nach Westen verlaufende Grat trägt den Ruchen (2901 m ü. M.) und wird im Norden durch das Klöntal mit dem Klöntalersee begrenzt. Der links nach Südwesten verlaufende Grat ist geringfügig höher und trägt den Bächistock (2915 m ü. M.) sowie nordöstlich davon den namenlosen und bis 1960 als höchsten Punkt des Glärnisch angesehenen nunmehrigen Punkt (2910 m ü. M.) über dem sich zurück ziehenden Bächistockfirn sowie einen mit einem Kreuz markierten und bis 2013 auf der Landeskarte höher als der Bächstock markierten Punkt 2914 (bis 2013: "2915", während der Bächistock mit 2914,3 Metern eingezeichnet war).
Der Vereinigungspunkt der Grate (sog. Schwander Grat) stellt für die meisten Berggänger keinen eigenen Gipfel dar, obschon er als Doppelgipfel eine Selbständigkeit von 60 bis 80 Metern erreicht. Der Schwander Grat wird bestiegen als Zugang zu dem ihm nach Nordosten gegen Glarus vorgelagerten und am meisten bestiegenen Gipfel, dem Vrenelisgärtli (2904 m ü. M., mit markantem, aus dem Unterland sichtbaren, früher dauerhaften Firnfeld).
Unterhalb des fast waagerechten und ohne grössere Schwierigkeiten begehbaren Verbindungsgrates zwischen Bächistock und Vrenelisgärtli (WS) befinden sich auch in der Südostwand mehrere Firnfelder, u. a. der Bächifirn und der Guppenfirn, die sich auf Bändern quer durch die ganze Flanke ziehen und dem Glärnisch von Osten her sein charakteristisches Aussehen verleihen, vorgelagert vor dem Guppenfirn findet sich der Gipfel des Nidfurner Turms.
Am Südosthang der Bergkette liegen in zwei Kesseln der Oberblegisee (1422 m ü. M.) und der Guppensee (1515 m ü. M.), beide ohne oberirdischen Abfluss.
Auch nach Norden ins Klöntal stürzt der Glärnisch mit z. T. sehr steilen Felswänden ab.
Zum Glärnisch im weiteren Sinne gehören ausserdem der Vorderglärnisch (2327 m ü. M., nordöstlich des Vrenelisgärtli), der sich direkt über dem Kantonshauptort Glarus erhebt, und das Rad (2661 m ü. M.), das die Verbindung zum südwestlich liegenden Bös Fulen vermittelt.

## Geologie
Der Glärnisch besteht aus Kalksteinen der Jura- und Kreidezeit und gehört zum Helvetikum.

## Anstieg
Die normale, auch als Skitour machbare Aufstiegsroute führt durch das Rossmatter Tal zur Glärnischhütte des Schweizer Alpen-Clubs in der Westsüdwestflanke des Berges (1990 m ü. M.) und dann weiter über den Glärnischfirn. Von hier aus sind alle drei Hauptgipfel zu erreichen, am leichtesten der Ruchen (L oder T 4, aber Firn); etwas anspruchsvoller sind Vrenelisgärtli und Bächistock (WS). Fast klassisch ist der Direktaufstieg von Glarus über Oberstafel und den sog. Guppengrat auf das Vrenelisgärtli (ZS oder T 6).

## Vrenelisgärtli-Sage
Das erwähnte Firnfeld am Vrenelisgärtli ist der Ort, an dem der Sage nach das Vreneli (kleine Verena) vor Zeiten einen Garten anlegen wollte. Die Pflanzung dort oben war eine Versuchung Gottes, und so begann es zur Strafe heftig zu schneien, und das Vreneli wurde samt der Schüssel, mit der es sich gegen den Schnee zu schützen versuchte, eingeschneit und blieb seither dort oben. Die Sage ist offensichtlich eine Reaktion auf die Abkühlung der Temperaturen in Mitteleuropa ab ca. 1300, als ein Klima, das wärmer war als das heutige, in mehreren Schüben durch ein erheblich kälteres abgelöst wurde („Kleine Eiszeit“). Das Firnfeld ist übrigens im Sommer 2003 vollständig abgeschmolzen, aber Überbleibsel des Vreneli oder seines Kessels sind nicht gefunden worden...

## Literarische Rezeption
Der Glärnisch findet bereits bei Friedrich Schiller im vierten Aufzug, dritte Szene, von Wilhelm Tell literarische Erwähnung.

## Eponyme
Der am 19. September 1965 entdeckte Asteroid (2914) Glärnisch trägt seit 1992 den Namen des Gebirgsstocks.
Glärnisch ist seit 1955 ein Passagierschiff auf dem Zürichsee.